# Sidi Kaouki
Sidi Kaouki (franska: Sidi Kaouki (CR), Sidi Kaouki (Commune Rurale), arabiska: سيدي احمد أوحامد) är en kommun i Marocko.   Den ligger i provinsen Essaouira och regionen Marrakech-Safi, i den centrala delen av landet, 400 km sydväst om huvudstaden Rabat. Antalet invånare är 4 335.